# Courlon-sur-Yonne
Courlon-sur-Yonne település Franciaországban, Yonne megyében. Lakosainak száma 1191 fő (2022. január 1.). Courlon-sur-Yonne Bazoches-lès-Bray, Champigny, Serbonnes, Sergines, Villemanoche és Vinneuf községekkel határos.

## Népesség
A település népességének változása:
| Lakosok száma | 1177 | 1190 | 1234 | 1192 | 1194 | 1190 | 1189 | 1177 | 1191 |
|               | 2013 | 2015 | 2016 | 2017 | 2018 | 2019 | 2020 | 2021 | 2022 |